# Nicasio Garbayo
Nicasio Garbayo Ayala fue un médico y político republicano de Navarra (España). Fue alcalde de Pamplona entre octubre de 1931 y agosto de 1934, el segundo alcalde tras la proclamación de la II República Española y último alcalde republicano antes del estallido de la Guerra Civil.

## Biografía
Nicasio Garbayo nació en una familia acomodada de Pamplona, siendo uno de los diez hijos del matrimonio. Alguno de sus hermanos y hermanas también fueron figuras reconocidas de la ciudad, como su hermana pequeña Isabel Garbayo, fundadora de Villa Teresita.
Formó parte de la candidatura de la Conjunción Republicano-Socialista al ayuntamiento de Pamplona en las elecciones del 12 de abril de 1931, como miembro del Partido Republicano Autónomo Navarro. Tras la repetición de las elecciones municipales, impugnadas, en mayo de 1931, obtuvo acta de concejal, y fue elegido alcalde de Pamplona en noviembre de 1931 tras la marcha de Mariano Ansó a las Cortes Generales, al ser elegido diputado en las elecciones de 1931. El 24 de mayo de 1931 Pamplona se adhirió a lo que acordase la Diputación Foral de Navarra respecto al Estatuto Vasco-Navarro. Se realizó una Asamblea para votar el Estatuto el 10 de agosto de 1931 a la que Garbayo acudió como primer edil de Pamplona y votó a favor del mismo. Sin embargo, el cambio de redacción posterior que presentaba una mayor centralidad hizo que el 16 de junio de 1932 el Ayuntamiento de Pamplona adoptase una postura negativa ante el Estatuto propuesto.
En 1933 entró a formar parte de Acción Republicana, el partido de Manuel Azaña, confluyendo en Izquierda Republicana en marzo de 1934. En agosto de ese año dimitió de sus cargos junto con los tenientes de alcalde izquierdistas siendo sucedido por el carlista Tomás Mata Lizaso.